# Хліб і сіль
«Хліб і сіль» — український радянський художній фільм режисера Григорія Кохана, зфільмований у 1970 році на кіностудії «Національна кіностудія художніх фільмів ім. О. Довженка», за однойменним романом Михайла Панасовича Стельмаха. Прем'єра стрічки відбулась 27 вересня 1971 року.

## Синопсис
У стрічці йдеться про тривожні події 1905 року в українському селі на Прикарпатті.

## У ролях
| Актор                   | Роль                                     |
| ----------------------- | ---------------------------------------- |
| Лідія Яремчук           | Христина, головна роль                   |
| Лесь Сердюк             | Мар'ян Поляруш, головна роль             |
| Іван Гаврилюк           | Левко Щербина, головна роль              |
| Алім Федоринський       | Роман, головна роль                      |
| Володимир Олексієнко    | дід Дунай                                |
| Раїса Недашківська      | Фросина                                  |
| Володимир Антонов       | пастух                                   |
| Майя Булгакова          | мати Христини                            |
| Сергій Полежаєв         | поміщик Аркадій Валеріанович Стадницький |
| Анатолій Барчук         | Степан Васильович                        |
| Валентина Івашова       | Василина                                 |
| Юрій Гаврилюк           | товариш Левка                            |
| Микола Пішванов         | Петро                                    |
| Віктор Поліщук          | селянин                                  |
| Іван Симоненко          | Григорій, товариш Левка                  |
| Ігор Стариков           | Фадей Станіславович                      |
| Ганна Юрова             | селянка                                  |
| Георгій Бабенко         | прикажчик Стадницького                   |
| Віктор Чекмарьов        | прикажчик Стадницького                   |
| Микола Гудзь            | урядник                                  |
| Степан Жаворонок        | Степан                                   |
| Микола Куцевалов        | гість Стадницького                       |
| Михайло Садовський      | епізодична роль                          |
| Борис Карлаш-Вербицький | епізодична роль                          |
| Наталія Мілютенко       | епізодична роль                          |
| Галина Садовська        | епізодична роль                          |
| Василь Хорошко          | епізодична роль                          |
| Олена Харченко          | епізодична роль                          |
| Олександр Райданов      | епізодична роль                          |
| Анатолій Моторний       | епізодична роль                          |
| Олеся Іванова           | епізодична роль, немає в титрах          |

## Знімальна група
- Режисер-постановники: Григорій Кохан, Микола Макаренко
- Режисер-асистент: Григорій Зільбельман
- Сценарист: Михайло Стельмах
- Оператор-постановник: Едуард Плучик
- Звукооператор: Ніна Авраменко
- Композитор: Мирослав Скорик
- Художники-постановники: Олександр Кудря, Петро Максименко
- Оператор комбінованих зйомок: Павло Король
- Художник комбінованих зйомок: Григорій Лукашов
- Режисер монтажу: Тетяна Сивчикова
- Редактор: Надія Орлова